# Gusti Sandria
Gusti Sandria (sinh ngày 6 tháng 8 năm 1995) là một cầu thủ bóng đá người Indonesia who thi đấu ở Liga 1 với PSMS Medan club ở vị trí hậu vệ.

## Sự nghiệp
Gusti bắt đầu sự nghiệp trẻ với PSDS Deli Serdang sau đó với PS Bintang Jaya Asahan và tiếp đó là PON Sumut năm 2016. Năm 2017, anh gia nhập PSMS Medan ở Liga 2. Anh cùng với câu lạc bộ giành vị trí á quân Liga 2 2017 và thăng hạng Liga 1 2018.

## Danh hiệu

### Câu lạc bộ
- PSMS Medan
  - 2017: Á quân Liga 2.
  - 2018: Thứ 4 Piala Presiden.